# Sondereinsatzgruppe

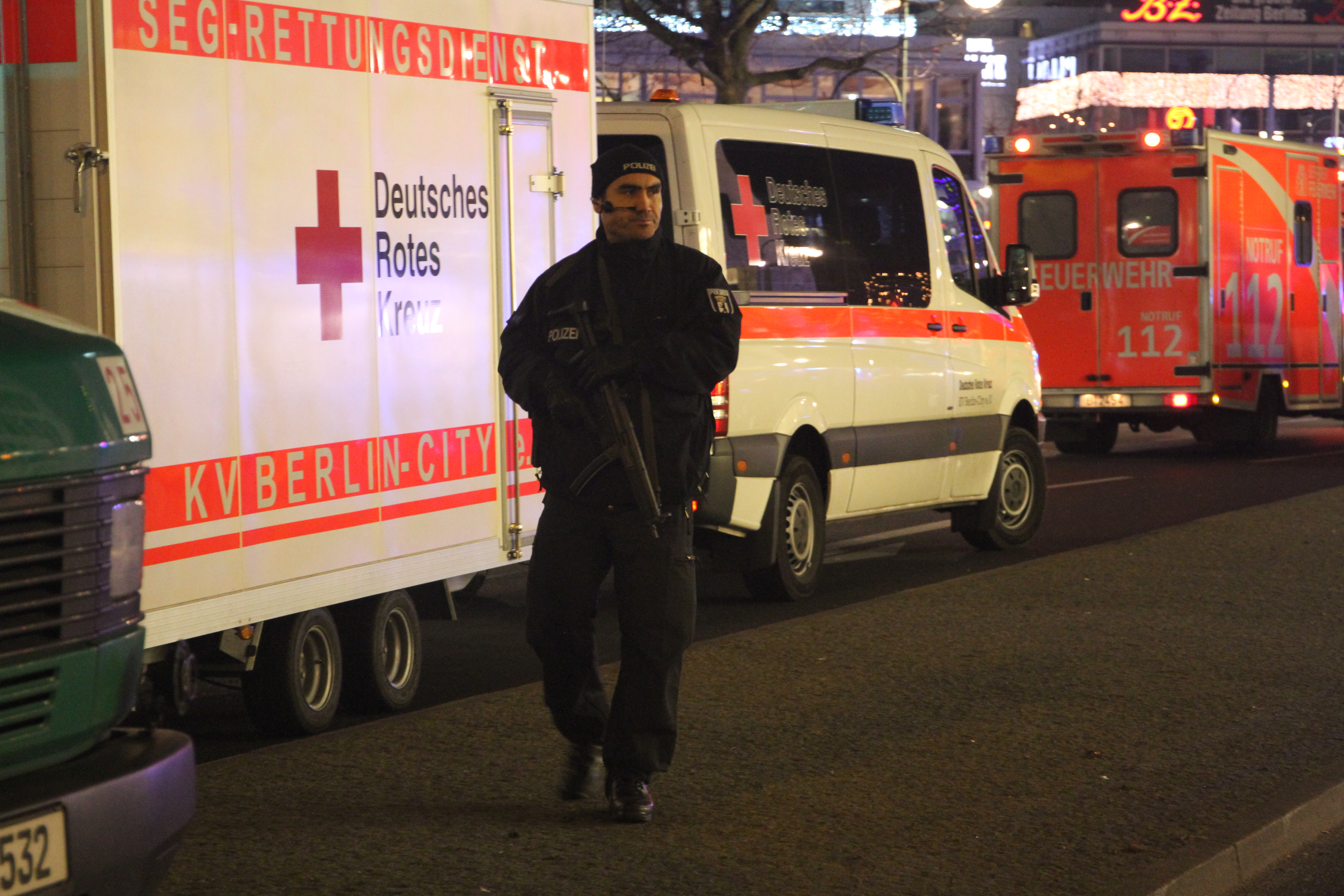
Un véhicule du groupe «Sondereinsatzgruppe» le 19 décembre 2016 à Berlin

Les Sondereinsatzgruppen ou Groupes spéciaux d'intervention sont des unités de la Police autrichienne puis de la Police fédérale autrichienne de type GIPN ou SWAT Teams. Au nombre de huit, un pour chaque état autrichien, ils comprennent une quinzaine d'éléments. Ces policiers sont pour la plupart issus du EKO Cobra.